# Ernst Hölder
Ernst Hölder (Lipsia, 2 aprile 1901 – Magonza, 30 giugno 1990) è stato un matematico tedesco.
Figlio di Otto Hölder, Ernst Hölder lavorò principalmente nel campo della fisica matematica e fu membro dell'Accademia sassone delle scienze.